# Mesene mulleola
Mesene mulleola är en fjärilsart som beskrevs av Hans Ferdinand Emil Julius Stichel 1910. Mesene mulleola ingår i släktet Mesene och familjen Riodinidae. Inga underarter finns listade i Catalogue of Life.